# Matteo Ricci
Matteo Ricci (Macerata, 1552. október 6. – Peking, 1610. május 11.) olasz jezsuita szerzetes, a kínai jezsuita misszió egyik megalapítója, a kereszténység kínai történetének legfontosabb alakja. Nevéhez fűződik az első, az európai és a kínai térképészeti ismereteket egyesítő világtérkép, a Kun-jü van-kuo csüan-tu elkészítése, az első portugál–kínai szótár megírása (Michele Ruggierivel közösen), Eukleidész Elemeinek kínaira és a klasszikus konfuciánus szövegek angolra fordítása. Sokoldalú, tudományosan megalapozott Kína-kutatói tevékenysége alapján az első sinológusnak is tekintik.
A kínaiak ’l’-ként ejtik ki az ’r’-t, és előszeretettel használnak szótagnyi szavakat. Ezért „Matteo Ricci”-ből „Li Mato” lett Kínában. Ő értette meg elsőként, hogy az a Kathai ország, amiről Marco Polo, azaz a kínaiaknál Ma Po írt, Kínával azonos.

## Munkássága
Matteo Ricci 1583-ban jutott be Kína Kuangtung (Guangdong) tartományába, innen nagy kitartással és a rá jellemző alkalmazkodóképességgel folytatta vándorlását a belső területek felé. 1595-ben jutott el Csianhszi (Jiangxi) tartomány fővárosába, Nanchangba, onnan Nanjingba. 1601-től Pekingben telepedett le. 1605-től építtetni kezdte a Szeplőtelen fogantatás katedrálist, Kína első hivatalos keresztény épületét.
1595-ig buddhista szerzetesnek öltözve járta az országot, ahogy Japánban és a Fülöp-szigeteken is szokása volt a misszionáriusoknak, mivel felismerte, hogy csak úgy nyerheti el a művelt kínaiak rokonszenvét, ha alkalmazkodik öltözködésükhöz és szokásaikhoz. Sok éven át elmélyülten tanulmányozta a klasszikus kínai kultúrát. Sikerült kialakítania az evangelizációnak egy új módszerét, amely hangsúlyozta a klasszikus kínai hagyományok és a kereszténység közötti hasonlóságokat. A kínai hagyománytisztelet pártjára állt a buddhizmussal, taoizmussal és a népi hiedelmekkel szemben, és igyekezett megfelelni a kínai írástudók érdeklődésének az európai tudományok, technológiák és művészetek iránt.
A misszionáriusok megismertették Kínát sok európai műszaki érdekességgel, például a mechanikus órákkal. Matteo Ricci olyan sikerrel tette ezt, hogy ő lett a kínai órásmesterek „védőszentje”, akit a 19. században bódhiszattvaként tiszteltek.
A jezsuiták tudományos és műszaki ismeretei még nagyobb elismerést váltottak ki a kínai császári udvarban és a magas rangú mandarinok köreiben. Matematikusokként, csillagászokként, térképészekként, fordítókként, sőt festőkként és zenészekként is tevékenykedtek, és ezért egészen a 18. század végéig, a rend feloszlatásáig meg tudták őrizni pozícióikat a pekingi udvarban.
Az első állandó jezsuita missziók azon az útvonalon jöttek létre, amelyen Matteo Ricci eljutott Makaóból Pekingbe: a Guangdong tartománybeli Zhaoqingben, Shaozhouban és Nanxiongban; a Jiangxi tartománybeli Ganzhouban és Nanchangban; a Jiangsu tartománybeli Nanjingban és Huaianban; valamint a Shandong tartománybeli Ji'nanban. A Ming-kor végére már a legtöbb tartományban megjelentek a missziók, de különösen nagy számban létesültek a Jangce alsó folyásánál és Fujian tartományban.